# La Jonchère-Saint-Maurice
La Jonchère-Saint-Maurice é uma comuna francesa na região administrativa da Nova Aquitânia, no departamento de Alto Vienne. Estende-se por uma área de 15,59 km². Em 2010 a comuna tinha 843 habitantes (densidade: 54,1 hab./km²).